# Clusia crassifolia
Clusia crassifolia är en tvåhjärtbladig växtart som beskrevs av Jules Émile Planchon och Triana. Clusia crassifolia ingår i släktet Clusia och familjen Clusiaceae. Inga underarter finns listade i Catalogue of Life.